# Lancelotto Malocello

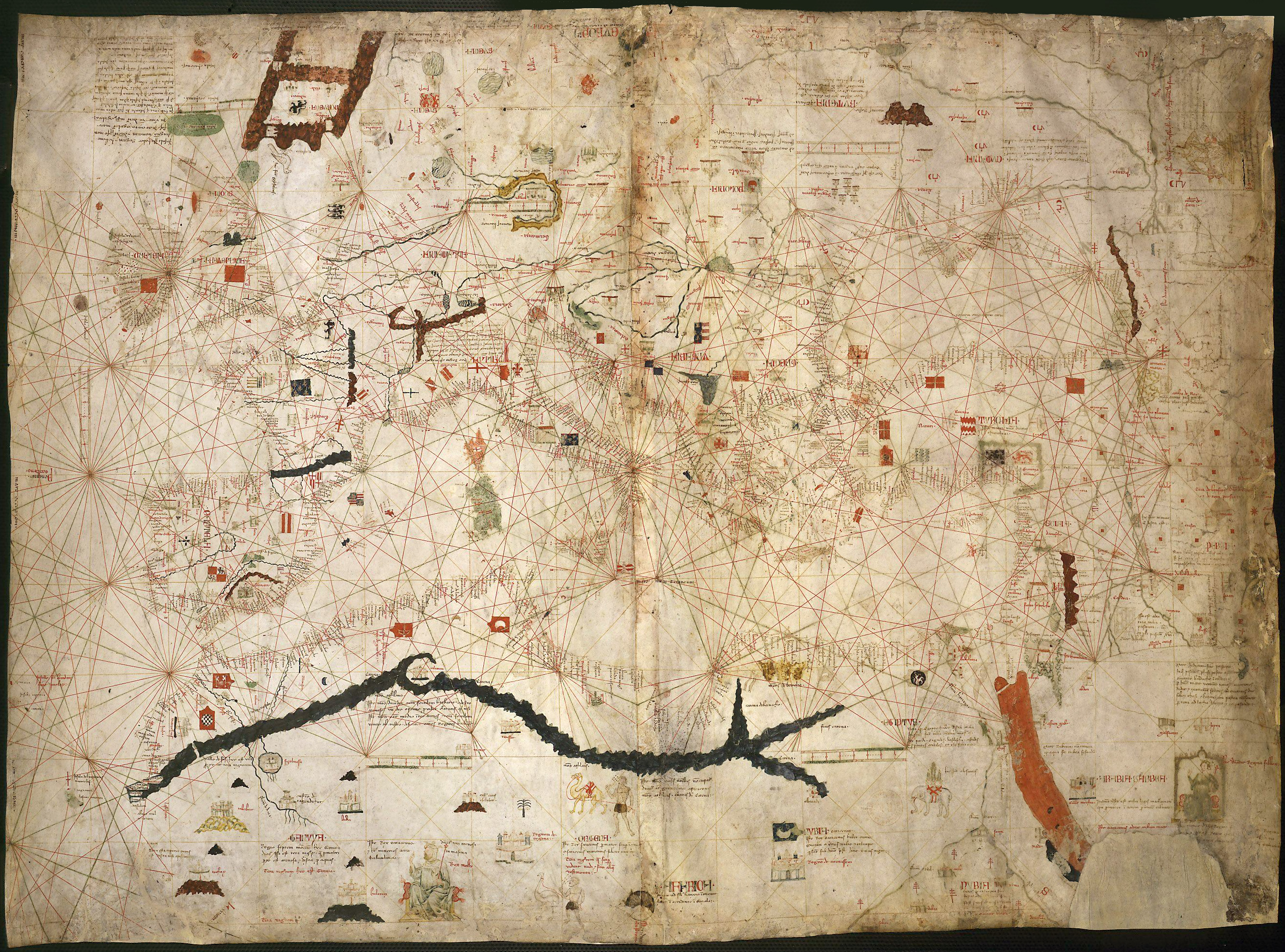
Kaart van Angelino Dulcert uit 1339 met daarop voor het eerst het eiland Lanzarote.

Lancelotto Malocello (begin veertiende eeuw) was een zeevaarder uit de Republiek Genua, die in 1312 het eiland Lanzarote herontdekte. De naam Lanzarote verwijst naar zijn voornaam Lancelotto of in het latijn Lanzarotus.

## Context
Lancelotto Malocello kreeg vermoedelijk de opdracht van de familie Doria, rijke magnaten uit Genua, op zoek te gaan naar de verdwenen missie onder de gebroeders Vandino en Ugolino Vivaldi. Bewust of onbewust landde hij in 1312 op de Canarische Eilanden. De Canarische Eilanden waren reeds bewoond sinds de tweede eeuw v.Chr. door de Guanchen.
Lancelotto Malocello verbleef er ongeveer twintig jaar, tot hij van het eiland werd verdreven. Jean de Béthencourt, een Franse ontdekkingsreiziger, die het eiland terug aandeed in 1402, beweerde zijn verblijfplaats te hebben bezocht.
Zijn bevindingen werden later op kaart gebracht door de cartograaf Angelino Dulcert.